# Œuvre de Charles Nodier
Cette page présente l'œuvre de Charles Nodier, présentée par décennies.

## Années 1790
- 1798 : Dissertation sur l'usage des antennes dans les insectes, et sur l'organe de l'ouïe dans les mêmes animaux[1], en collaboration avec François Luczot de La Thébaudais[2]

## Années 1800
- 1800 : Pensées de Shakespeare extraites de ses ouvrages[3]
- 1801 : Bibliographie entomologique[4]
- 1802 : 
  - La Napoléone, pamphlet[5]
  - Stella ou les proscrits[6], roman
- 1803 : 
  - Le peintre de Salzbourg, journal des émotions d’un cœur souffrant, roman lire en ligne sur Gallica
  - Le dernier Chapitre de mon Roman
  - Prophétie contre Albion
  - Essais d’un jeune barde, recueil de poésie
- 1806 : Les Tristes, ou mélanges tirés des tablettes d'un suicidé
- 1808 : Dictionnaire des onomatopées françaises[7]
- 1808 : Apothéoses et imprécations de Pythagore

## Années 1810
- 1810 : Archéologue ou système universel des langues
- 1812 : Questions de littérature légale
- 1815 : 
  - Histoire des sociétés secrètes de l'armée et des conspirations militaires qui ont eu pour objet la destruction du gouvernement de Bonaparte (publié anonymement)
  - Napoléon et ses constitutions
- 1816 : Le vingt et un janvier
- 1818 : Jean Sbogar, histoire d’un bandit illyrien mystérieux [lire en ligne], sur gallica
- 1819 : Thérèse Aubert, roman d’amour pendant les guerres vendéennes

## Années 1820
- 1820 :
  - Le Vampire, mélodrame
  - Mélanges de littérature et de critique, 2 volumes
  - Adèle, roman
  - Voyages pittoresques et romantiques dans l'ancienne France, avec le baron Taylor,
  - Romans, nouvelles et mélanges, 4 volumes
- 1821 : 
  - Smarra, ou les démons de la nuit, conte fantastique
  - Promenade de Dieppe aux montagnes d’Écosse
  - Le Délateur, drame
  - Bertram, ou le château de Saint-Aldobrand, tragédie
- 1822 :
  - Trilby ou le lutin d’Argail, conte fantastique
  - Infernaliana
- 1823 : 
  - Essai sur le gaz hydrogène et les divers modes d'éclairage artificiel
  - Dictionnaire universel de la langue française
- 1826 : Bibliothèque sacrée grecque-latine de Moïse à saint Thomas d'Aquin
- 1827 et 1829 : Poésies diverses
- 1828 : Faust, drame
- 1829 : Mélanges tirés d’une petite bibliothèque

## Années 1830
- 1830 : 
  - Histoire du roi de Bohême et de ses sept châteaux, illustré par Tony Johannot et Henri-Désiré Porret
  - De quelques phénomènes du sommeil
- 1831 : 
  - Souvenirs, épisodes et portraits pour servir à l'histoire de la Révolution et de l'Empire, 2 volumes
  - Les Sociétés populaires
- 1832 : 
  - La Fée aux miettes, conte fantastique
  - Mademoiselle de Marsan, conte fantastique
  - Jean-François les Bas-bleus
  - Rêveries littéraires, morales et fantastiques
  - Souvenirs de la jeunesse
- 1833 : 
  - Le dernier banquet des Girondins
  - Trésors des fèves et fleurs des pois
- 1834 : 
  - Notions élémentaires de linguistique
  - Du langage factice appelé macaronique
  - M. Cazotte

- 1835 : 

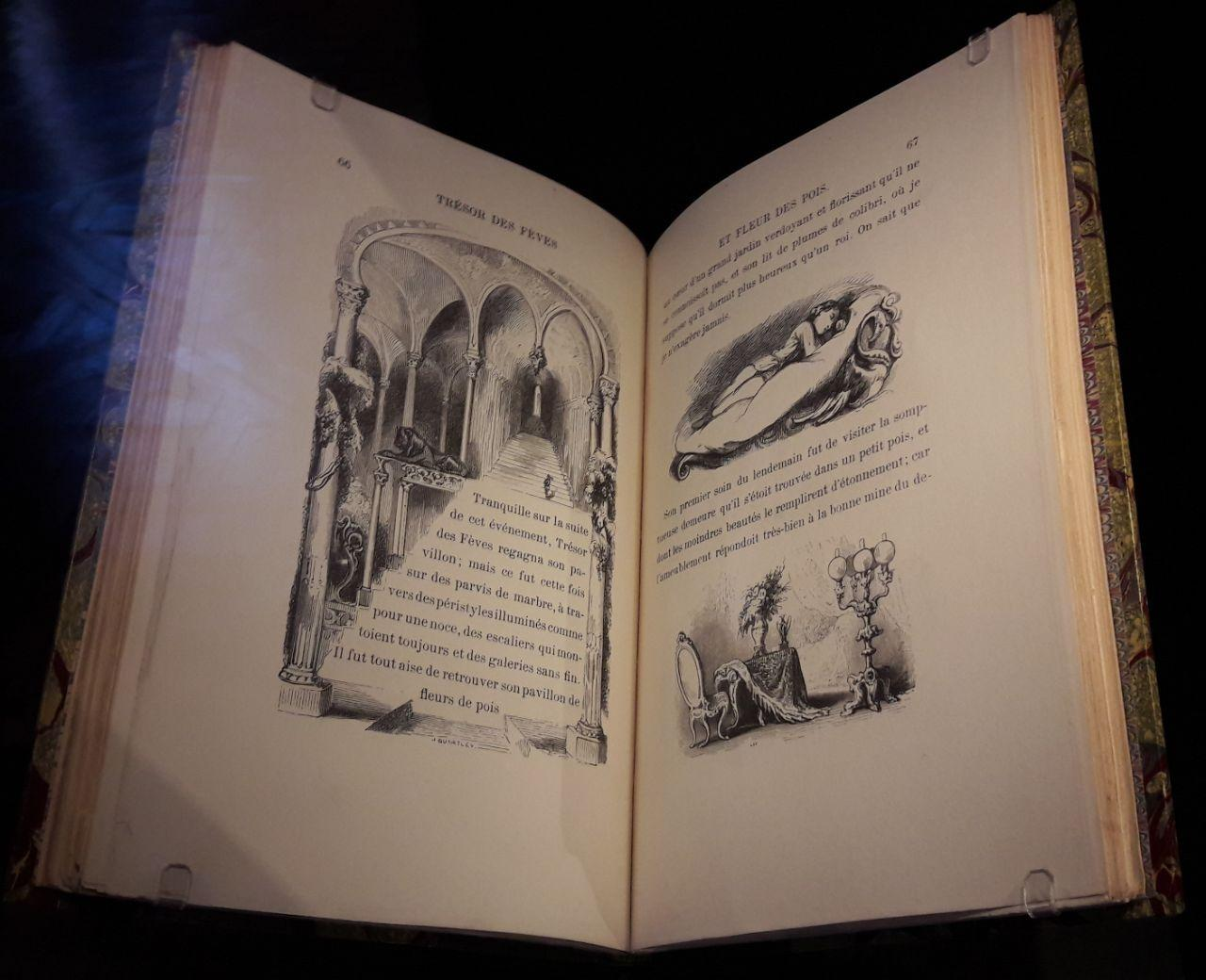
exemplaire de 1853 de Trésor des Fèves et Fleur des Pois, illustré par Tony Johannot

  - Bibliographie des fous : De quelques livres excentriques
  - La Péninsule, tableau pittoresque, contes en prose et en vers
- 1835-1836 : La Saône et ses bords
- 1836-1837 : La Seine et ses bords  (ill. Charles Marville et Joseph-Marie Foussereau), Paris, Au bureau de la publication
- 1837-1840 : Paris historique, 3 volumes, lithographies de Jean-Jacques Champin
- 1837 : Inès de Las Sierras
- 1838 : 
  - Les quatre talismans et la légende de sœur Béatrix
  - Bonaventure Desperiers
- 1839 : La neuvaine de la chandeleur, et Lydie

## Années 1840
- 1840 : Souvenirs et portraits de la Révolution

- 1842 : 
  - Description raisonnée d'une jolie collection de livres
  - Stances à M. Alfred de Musset

- 1844 : 
  - Journal de l'expédition des Portes de Fer (livre souvent offert mais non-vendu dans le commerce)
  - Franciscus Columna (nouvelle).

- 1845 :
  - une nouvelle dans le recueil Le Diable à Paris

¨ 1846 : 
- - Contes

## Années 1850
- 1853 : Charles Nodier (ill. Tony Johannot), Trésor des Fèves et Fleur des Pois ; Le génie Bonhomme ; Histoire du chien de Brisquet, Paris, Hezel, 1953 (BNF 31021267, lire en ligne)
- Baptiste de Montauban.

## Collaboration avec d'autres auteurs
- Charles Nodier et Louis Lurine (1816-1860) ont écrit Les environs de Paris en 1844.

- Charles Nodier  et le baron Isidore Taylor ont écrit avec Alphonse de Cailleux entre 1820 et 1878 les 20 volumes Voyages pittoresques et romantiques dans l'ancienne France.